# Lijst van Pruisische ministers van Landbouw
Dit is een lijst van ministers van Landbouw van Pruisen.
- 1848: Rudolf Eduard Julius Gierke
- 1848: Franz August Eichmann
- 1848-1850: Otto Theodor von Manteuffel (a.i.)
- 1850-1854: Ferdinand von Westphalen (a.i.)
- 1854-1858: Karl Otto von Manteuffel
- 1858-1862: Erdmann III von Pückler
- 1862: Heinrich von Itzenplitz
- 1862-1873: Werner von Selchow
- 1873: Otto von Königsmarck
- 1873-1874: Heinrich Achenbach
- 1874-1879: Rudolf Friedenthal
- 1879-1890: Robert von Lucius von Ballhausen
- 1890-1894: Wilhelm von Heyden-Cadow
- 1894-1901: Ernst von Hammerstein-Loxten
- 1901-1906: Victor von Podbielski
- 1906: Theobald von Bethmann Hollweg
- 1906-1910: Bernd von Arnim-Criewen
- 1910-1917: Clemens von Schorlemer-Lieser
- 1917-1918: Paul von Eisenhart-Rothe
- 1918-1919: Otto Braun en Adolf Hofer (USPD)
- 1919-1921: Otto Braun
- 1921: Hermann Warmbold
- 1921-1925: Hugo Wendorff (DDP)
- 1925-1932: Heinrich Steiger (Zentrum)
- 1932: Fritz Mussehl (rijkscommissaris)
- 1932-1933: Magnus von Braun (rijkscommissaris)
- 1933: Alfred Hugenberg (rijkscommissaris)
- 1933-19??: Walter Darré